# Tritão-de-montseny
O tritão-de-Montseny (nome científico: Calotriton arnoldii) é uma espécie de anfíbio caudado pertencente à família Salamandridae.